# Иге, Дэн
Дэниел Александр Иге (англ. Daniel Alexander Ige; род. 6 августа 1991 года, Халейва, штат Гавайи, США) — американский боец смешанных единоборств, в настоящее время выступающий под эгидой Ultimate Fighting Championship в полулёгкой весовой категории. Ранее выступал в организациях Legacy FC, Cage Fury FC и Titan FC. Занимает 14 строчку официального рейтинга  UFC в полулегком весе.

## Карьера бойца смешанных единоборств
Иге начал свою карьеру с 10 любительских боев. Он собрал рекорд 8–2, прежде чем стать профессионалом. Он начал свою профессиональную карьеру с рекорда 2–1. Затем он одержал 6 побед подряд, в боях в различных региональных организациях, включая победу на турнире Dana White's Contender Series 3.

### Ultimate Fighting Championship
Хотя Иге после победы в Претендентской серии Дэйны Уайта не получил контракт с UFC в качестве награды, его всё-равно пригласили для участия в турнире UFC 220. Ожидалось, что он встретится с Чарльзом Росой. Однако Роса вышел из боя, сославшись на травму шеи. Иге оставили в карде турнира и он встретился с другим выпускником Претендентской серии Дэйны Уайта Хулио Арсе. Он проиграл свой дебютный бой в UFC единогласным решением судей (30–27, 30–27, 29–28).
9 июня 2018 года Иге встретился с Майком Сантьяго на турнире UFC 225. Он выиграл бой техническим нокаутом в первом раунде.
15 декабря 2018 года Иге встретился с дебютантом Джорданом Гриффином на турнире UFC on Fox: Ли vs. Яквинта 2. Он выиграл бой единогласным решением.
16 марта 2019 года Иге встретился с Дэнни Генри на турнире UFC Fight Night: Тилл vs. Масвидаль. Он выиграл бой сдачей соперника с помощью удушения сзади в первом раунде. Эта победа также принесла Иге его первую премию «Выступление вечера».
22 июня 2019 года Иге встретился с Кевином Агиларом на турнире UFC Fight Night: Мойкану vs. Корейский зомби. Он выиграл бой единогласным решением судей (29–28, 29–28, 29–27).
8 февраля 2020 года Иге встретился с Мирсадом Бектичем на турнире UFC 247. Он выиграл бой раздельным решением судей (двое судей 29-28 в пользу Иге, один 29-28 в пользу Бектича).
16 мая 2020 года на турнире UFC on ESPN: Оверим vs. Харрис Иге встретился с бывшим чемпионом UFC в лёгком весе Эдсоном Барбозой, перешедшим в полулёгкий вес после серии поражений. Это был очень равный бой, в котором инициатива переходила от одного бойца к другому. В результате Иге была присуждена спорная победа раздельным решением судей (двое судей 29-28 в пользу Иге, один судья 29-28 в пользу Барбозы). Однако, 16 из 18 средств массовой информации, специализирующихся на смешанных единоборствах, отдали этот бой в пользу Барбозы.
16 июля 2020 года на UFC on ESPN: Каттар vs. Иге, впервые возглавив турнир, Иге встретился с Кэлвином Каттаром. Каттар уверенно победил в бою единогласным решением судей (49–46, 49–46, 48–47), прервав победную серию Иге из шести побед подряд.
Иге должен был встретиться с Райаном Холлом 13 марта 2021 года на UFC Fight Night: Эдвардс vs. Мухаммад. Однако Холл вышел из боя 11 февраля по неизвестным причинам. Вместо этого на этом же турнире Иге провёл бой с канадцем Гэвином Такером. Он выиграл бой нокаутом в первом раунде. Эта победа принесла ему второй в карьере бонус «Выступление вечера».
19 июня 2021 года Иге и кореец Чон Чхан Сон стали хедлайнерами турнира UFC on ESPN: Корейский зомби vs. Иге. Иге проиграл бой единогласным решением судей (48–47, 49–46, 49–46 в пользу южнокорейского бойца).
11 декабря 2021 года Иге встретился с Джошем Эмметтом на турнире UFC 269. Иге вновь проиграл единогласным решением судей (29–28, 29–28, 30–27 в пользу Эмметта).
4 июня 2022 года Иге встретился с Мовсаром Евлоевым на турнире UFC Fight Night: Волков vs. Розенстрайк. Евлоев доминировал весь бой и Иге потерпел третье поражение подряд единогласным решением судей (30–26, 30–27, 30–27 в пользу Евлоева).
15 января 2023 года Иге встретился с Деймоном Джексоном на турнире UFC Fight Night: Стрикленд vs. Имавов. Иге победил в конце 2-го раунда, отправив соперника в нокаут одним точным ударом в челюсть (левый хук). За эффектную победу Иге был награждён бонусом "Выступление вечера".

## Титулы и достижения
Ultimate Fighting Championship
- Обладатель премии «Выступление вечера» (4 раза) против Дэнни Генри, Гэвина Такера, Деймона Джексона и Андре Фили[2][10][18]

## Статистика выступлений в MMA

### Профессиональная карьера
| Боёв 29  | Побед 19 | Поражений 10 |
| -------- | -------- | ------------ |
| Нокаутом | 7        | 0            |
| Сдачей   | 5        | 0            |
| Решением | 7        | 10           |

| Результат | Рекорд | Соперник              | Способ                 | Турнир                                       | Дата             | Раунд | Время | Место                                 | Примечание                     |
| --------- | ------ | --------------------- | ---------------------- | -------------------------------------------- | ---------------- | ----- | ----- | ------------------------------------- | ------------------------------ |
| Поражение | 19-10  | Патрисио Питбуль      | Единогласное решение   | UFC 318                                      | 19 июля 2025     | 3     | 5:00  | Новый Орлеан, Луизиана, США           |                                |
| Победа    | 19-9   | Шон Вудсон            | TKO (удары)            | UFC 314                                      | 12 апреля 2025   | 3     | 1:12  | Майами, Флорида, США                  |                                |
| Поражение | 18-9   | Лерон Мёрфи           | Единогласное решение   | UFC 308                                      | 26 октября 2024  | 3     | 5:00  | Абу-Даби, ОАЭ                         |                                |
| Поражение | 18-8   | Диего Лопес           | Единогласное решение   | UFC 303                                      | 29 июня 2024     | 3     | 5:00  | Лас-Вегас, Невада, США                | Бой в промежуточном весе       |
| Победа    | 18-7   | Андре Фили            | KO (удар)              | UFC Fight Night: Херманссон vs. Пайфер       | 10 февраля 2024  | 1     | 2:43  | Лас-Вегас, Невада, США                | «Выступление вечера» (4)       |
| Поражение | 17-7   | Брайс Митчелл         | Единогласное решение   | UFC Fight Night: Физиев vs. Гамрот           | 23 сентября 2023 | 3     | 5:00  | Лас-Вегас, Невада, США                |                                |
| Победа    | 17-6   | Нейт Ландвер          | Единогласное решение   | UFC 289                                      | 11 июня 2023     | 3     | 5:00  | Ванкувер, Британская Колумбия, Канада |                                |
| Победа    | 16-6   | Деймон Джексон        | KO (удар)              | UFC Fight Night: Стрикленд vs. Имавов        | 15 января 2023   | 2     | 4:13  | Лас-Вегас, Невада, США                | «Выступление вечера» (3)       |
| Поражение | 15-6   | Мовсар Евлоев         | Единогласное решение   | UFC Fight Night: Волков vs. Розенстрайк      | 5 июня 2022      | 3     | 5:00  | Лас-Вегас, Невада, США                |                                |
| Поражение | 15-5   | Джош Эмметт           | Единогласное решение   | UFC 269                                      | 11 декабря 2021  | 3     | 5:00  | Лас-Вегас, Невада, США                |                                |
| Поражение | 15-4   | Чон Чхан Сон          | Единогласное решение   | UFC on ESPN: Корейский зомби vs. Иге         | 19 июня 2021     | 5     | 5:00  | Лас-Вегас, Невада, США                |                                |
| Победа    | 15-3   | Гэвин Такер           | KO (удар)              | UFC Fight Night: Эдвардс vs. Мухаммад        | 13 марта 2021    | 1     | 0:22  | Лас-Вегас, Невада, США                | «Выступление вечера» (2)       |
| Поражение | 14-3   | Кэлвин Каттар         | Единогласное решение   | UFC on ESPN: Каттар vs. Иге                  | 16 июля 2020     | 5     | 5:00  | Абу-Даби, ОАЭ                         |                                |
| Победа    | 14-2   | Эдсон Барбоза         | Раздельное решение     | UFC on ESPN: Оверим vs. Харрис               | 16 мая 2020      | 3     | 5:00  | Джэксонвилл, Флорида, США             |                                |
| Победа    | 13-2   | Мирсад Бектич         | Раздельное решение     | UFC 247                                      | 8 февраля 2020   | 3     | 5:00  | Хьюстон, Техас, США                   |                                |
| Победа    | 12-2   | Кевин Агилар          | Единогласное решение   | UFC Fight Night: Мойкану vs. Корейский зомби | 22 июня 2019     | 3     | 5:00  | Гринвилл, Южная Каролина, США         |                                |
| Победа    | 11-2   | Дэнни Генри           | Сдача (удушение сзади) | UFC Fight Night: Тилл vs. Масвидаль          | 16 марта 2019    | 1     | 1:17  | Лондон, Англия                        | «Выступление вечера» (1)       |
| Победа    | 10-2   | Джордан Гриффин       | Единогласное решение   | UFC on Fox: Ли vs. Яквинта 2                 | 15 декабря 2018  | 3     | 5:00  | Милуоки, Висконсин, США               |                                |
| Победа    | 9-2    | Майк Сантьяго         | TKO (удары)            | UFC 225                                      | 9 июня 2018      | 1     | 0:50  | Чикаго, Иллинойс, США                 |                                |
| Поражение | 8-2    | Хулио Арсе            | Единогласное решение   | UFC 220                                      | 20 января 2018   | 3     | 5:00  | Бостон, Массачусетс, США              |                                |
| Победа    | 8-1    | Луис Гомес            | Сдача (удушение сзади) | Dana White's Contender Series 3              | 25 июля 2017     | 3     | 3:23  | Лас-Вегас, Невада, США                |                                |
| Победа    | 7-1    | Ронилду Аугусту Брага | Единогласное решение   | Titan FC 44                                  | 19 мая 2017      | 3     | 5:00  | Пемброк-Пайнс, Флорида, США           |                                |
| Победа    | 6-1    | Фернандо Падилья      | Единогласное решение   | Cage Fury Fighting Championships             | 25 марта 2017    | 3     | 5:00  | Сан-Диего, Калифорния, США            |                                |
| Победа    | 5-1    | Диего Пичилинге       | Сдача (кимура)         | Legacy FC 62                                 | 11 ноября 2016   | 2     | 0:52  | Шони, Оклахома, США                   |                                |
| Победа    | 4-1    | Крейг Кемпбелл        | TKO (удары)            | Legacy FC 57                                 | 1 июля 2016      | 1     | 3:31  | Божер-сити, Луизиана, США             |                                |
| Победа    | 3-1    | Джеймс Джонс          | TKO (остановка врачом) | Shogun Fights 14                             | 16 апреля 2016   | 1     | 3:56  | Балтимор, Мэриленд, США               | Промежуточный вес (150 фунтов) |
| Поражение | 2-1    | Таичи Накадзима       | Раздельное решение     | Pancrase 272                                 | 28 ноября 2015   | 3     | 5:00  | Гонолулу, Гавайи, США                 |                                |
| Победа    | 2-0    | Иэн Миллан            | Сдача (удушение сзади) | RFA 23                                       | 6 февраля 2015   | 1     | 1:51  | Коста-Меса, Калифорния, США           |                                |
| Победа    | 1-0    | Спенсер Хайга         | Сдача (Армбар)         | Star Elite Cage Fighting                     | 14 июня 2014     | 3     | 3:07  | Гонолулу, Гавайи, США                 |                                |